# Francesco Guidolin
Francesco Guidolin, né le 3 octobre 1955 à Castelfranco Veneto, est un ancien joueur italien de football, désormais reconverti en entraîneur.

## Biographie
Guidolin a commencé sa carrière d'entraîneur en Série C2 à Giorgione Calcio puis Trévise. 
Il a ensuite officié à Vicence qu'il mène à la victoire en Coupe d'Italie puis en demi-finale de la Coupe des Coupe. Après des passages à l'Udinese, l'Atalanta Bergame et Bologne il rejoint Palerme en 2004. Il qualifie le club pour la Coupe UEFA mais démissionne à la surprise générale en juin 2005. 
Il s'engage alors avec le Genoa, mais à la suite d'une affaire de matchs truqués, le club génois est rétrogradé en série C, et Guidolin rompt son contrat. Libre de tout contrat, il signe à l'AS Monaco en octobre 2005 un contrat jusqu'en juin 2007, à la suite de la démission de Didier Deschamps. En mai 2006, il annonce qu'il quitte le club de la principauté pour s'engager avec Palerme à partir de la saison 2006-2007. Le 23 avril 2007, Guidolin est écarté du poste d'entraîneur de Palerme après une série de 11 matchs sans victoire et est remplacé par Stefano Colantuono. Il est ensuite rappelé le 14 mai 2007 et dirige Palerme lors des deux dernières journées. Après ses deux dernières journées, il est remplacé par Stefano Colantuono mais le 26 novembre 2007, ce dernier est limogé à la suite de la défaite 5-0 contre la Juventus, et Guidolin, toujours sous contrat avec Palerme, reprend le poste pour la quatrième fois. Le 24 mars 2008, Guidolin est à nouveau démis de ses fonctions, et est de nouveau remplacé par Stefano Colantuono l'entraîneur auquel il avait succédé. En mai 2010, il signe à Udinese.

## Carrière de joueur
- 1975-1977 : Hellas Vérone ( Italie)
- 1977-1978 : Unione Sportiva Sambenedettese 1923 ( Italie)
- 1978-1979 : Hellas Vérone ( Italie)
- 1979-1980 : AC Pistoiese ( Italie)
- 1980-1982 : Hellas Vérone ( Italie)
- 1982-1983 : Bologne FC 1909 ( Italie)
- 1983-1984 : Hellas Vérone ( Italie)
- 1984-1986 : Venezia Calcio ( Italie)

Guidolin a joué avec l'équipe d'Italie des moins de 21 ans.

## Carrière d'entraîneur
- 1988-1989 : Giorgione Calcio ( Italie)
- 1989-1990 : Trévise FC ( Italie)
- 1990-1991 : Fano Calcio ( Italie)
- 1991-1992 : Empoli ( Italie)
- 1992-1993 : Ravenne Calcio ( Italie)
- 1993: Atalanta Bergame ( Italie)
- 1994-1998 : Vicence ( Italie)
- 1998-1999 : Udinese Calcio ( Italie)
- 1999-2003 : Bologne FC ( Italie)
- 2004-juin 2005: US Palerme ( Italie)
- 2005 : Genoa CFC ( Italie)
- octobre 2005-2006 : AS Monaco ( France)
- 29 mai 2006-23 avril 2007 : US Palerme ( Italie)
- 14 mai 2007-fin de saison 2006-2007 (les deux dernières journées) : US Palerme ( Italie)
- 26 novembre 2007-24 mars 2008 : US Palerme ( Italie)
- 2008-2010 : Parme FC ( Italie)
- 2010-2014 : Udinese ( Italie)
- janvier 2016-octobre 2016: Swansea FC ( Angleterre)